# HaoZip
HaoZip — бесплатная программа для работы с архивами, разработанная в Китае.
Архиватор HaoZip работает на 32-битных и 64-разрядных операционных системах Windows — на Windows XP и на всех от Windows Server 2003 до Windows 10. Распространяется по freeware-лицензии как бесплатное программное обеспечение. Поддерживает более 35 форматов архивов.

## Основные характеристики HaoZip
- Поддерживаемые алгоритмы:
  - LZMA, LZMA2, Bzip2, PPMd, -lh5-, -lh6-, -lh7-, Deflate и Deflate64
- Поддерживаемые форматы:
  - упаковка и распаковка: 7z, BZIP2 (BZ2, TB2, TBZ, TBZ2), GZIP (GZ, TGZ), TAR, ZIP, XZ, WIM, LZH;
  - только распаковка: 001, ACE, ARJ, CAB, CPIO, DEB, DMG, ISO, JAR, LHA, LZH, LZMA, LZMA86, RAR, RPM, SWM, WIM, XAR, Z (TAZ), HFS, SPLIT, TXZ, ALZ, UUE, IMG, ISZ, XPI, TXZ, TPZ, ZIPX;
- Возможность выбора числа ядер процессора для ускорения обработки файлов.
- В формате 7z возможно создавать многотомные самораспаковывающиеся SFX-архивы и SFX-инсталляторы.
- Интеграция в оболочку Microsoft Windows.
- Многоязычный (китайский традиционный, упрощенный и английский) графический интерфейс с функциями файлового менеджера (имеется неофициальная русификация).
- Специальная версия для 64-разрядных операционных систем Windows.
- Возможность добавлять пометки к 7z файлам.
- Возможность смены тем оформления.
- Восстановление поврежденных архивов.